# Inmigración siria en Argentina

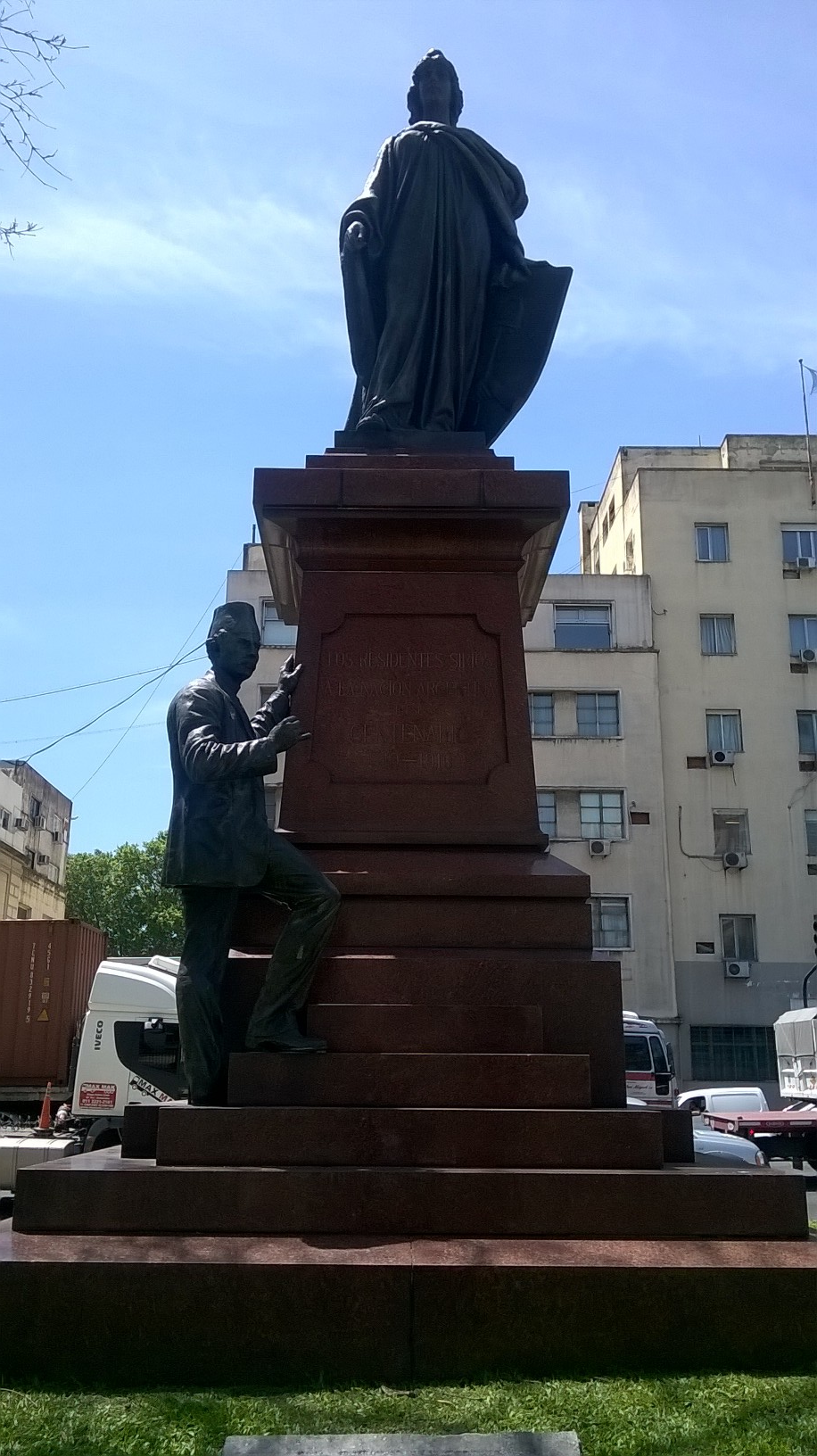
Monumento en homenaje a la Argentina en ocasión del Centenario donado por la comunidad siria, de autoría de Garibaldi Affani.

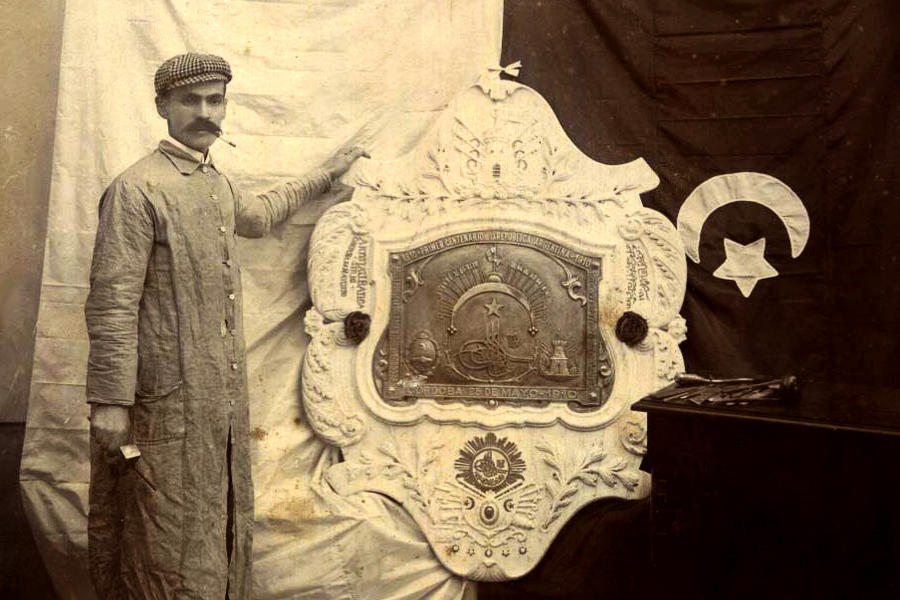
Placa en mármol, plata y oro donada por la Sociedad Siria de Córdoba también en ocasión del Centenario, realizada por Jorge Batica.

La inmigración siria en Argentina hace referencia al movimiento migratorio de personas provenientes de la República Árabe Siria hacia la República Argentina. Dicha inmigración, junto con otras colectividades árabes, como la libanesa, han sido de gran importancia dentro de las corrientes inmigratorias que ha habido en la Argentina, especialmente aquellas provenientes del Medio Oriente, lo que se refleja en el hecho de que sea el segundo país sudamericano con el mayor número de sirios, después de Brasil. La emigración siria a Argentina alcanzó su punto máximo en el siglo XX, aunque en los últimos años debido en gran parte a la Guerra Civil Siria la radicación de sirios ha aumentado.
Se estima que 3.500.000 argentinos cuentan con por lo menos un antepasado de origen sirio-libanés, convirtiéndose la comunidad sirio-libanesa en la mayor no americana o europea. El censo nacional de 2010 contabilizó 1.337 personas nacidas en Siria residentes en el país.

## Historia

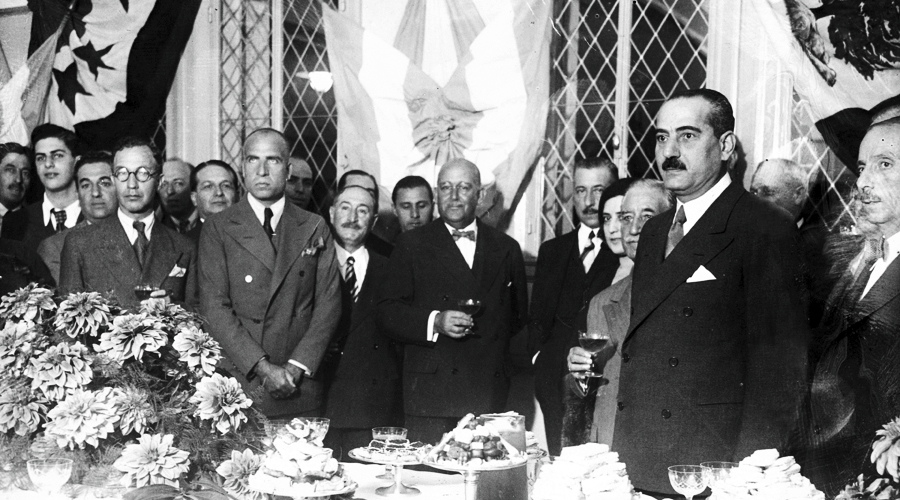
El presidente Agustín Pedro Justo y el empresario Moisés Azize en la ceremonia inaugural del Colegio Sirio-libanés de Buenos Aires en 1933.

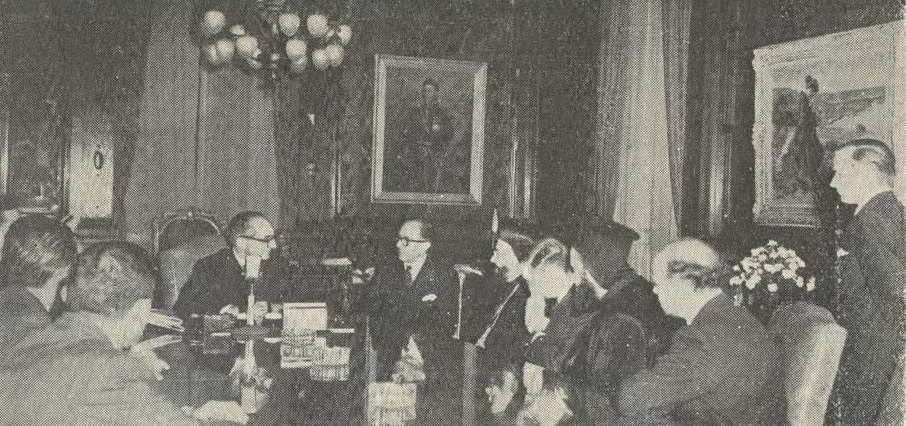
El presidente Arturo Frondizi recibe a Ignacio Jacobo III, patriarca de la Iglesia Siríaco-Ortodoxa de Antioquía en 1958.

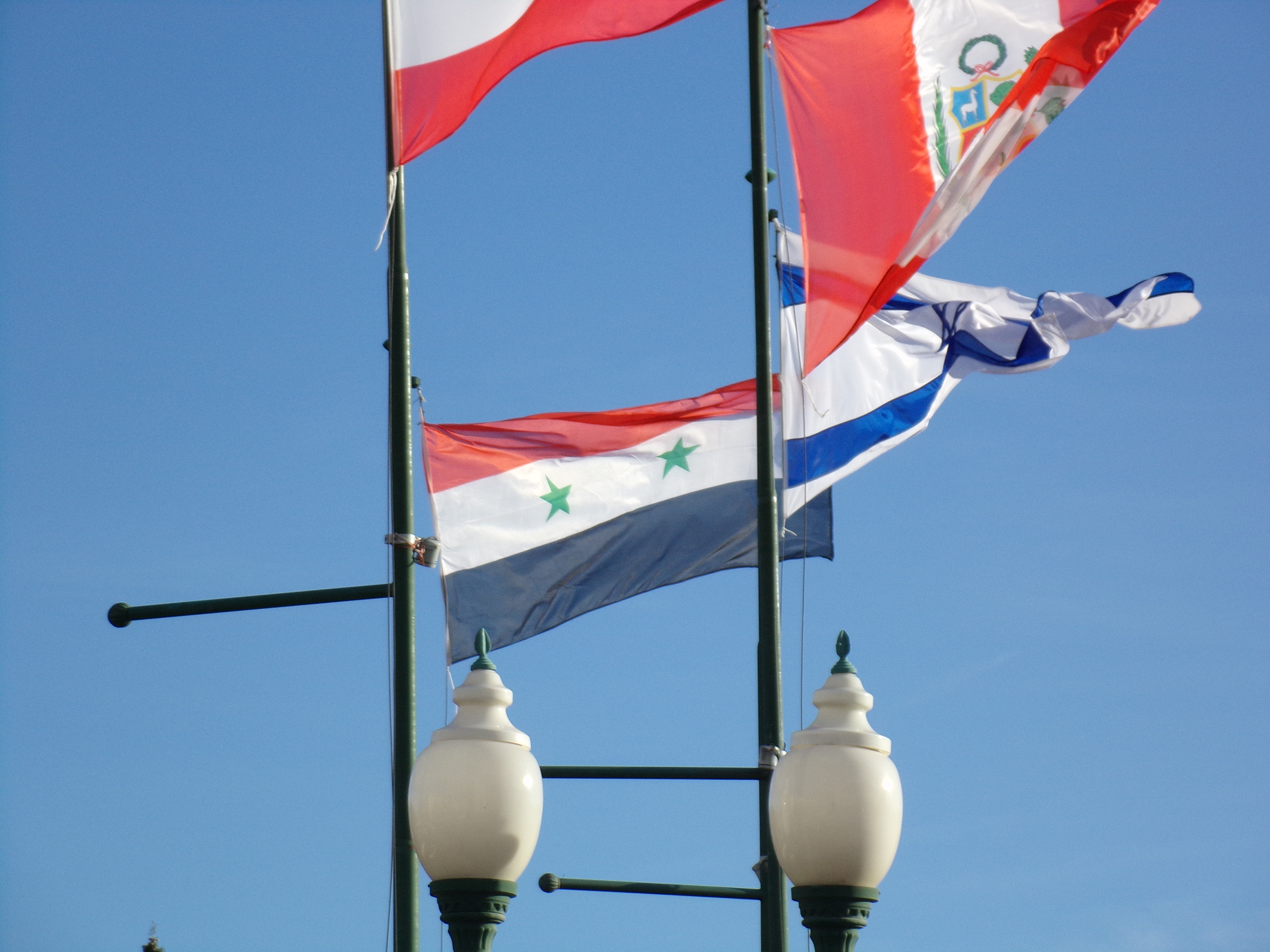
Bandera de Siria (al fondo) en Trelew, provincia del Chubut.

Los primeros migrantes sirios llegaron al país en la década de 1860 provenientes del puerto de Beirut. La gran mayoría de estos primeros inmigrantes eran cristianos que buscaban una alternativa al sistema de segregación religiosa impuesto por la Sublime Puerta. Sus principales destinos fueron pequeñas ciudades del noroeste del país, y en menor medida a la Ciudad de Buenos Aires y sus alrededores; así como a pequeños y grandes conglomerados urbanos del Cuyo, Córdoba y Santa Fe. De esta manera, el plan de Sarmiento y Alberdi para poblar las regiones menos pobladas no se materializó, ya que la mayoría de los recién llegados se asentaron en las ciudades o en las periferias de los grandes centros urbanos.
El número de llegados desde Levante aumentó hasta 1912, año en el que disminuyó considerablemente, para volver a incrementarse recién en la década del 40. Entre 1945 y 1974, los flujos migratorios sirio-libaneses  aumentaron debido a la Guerra Civil Libanesa. Para mediados de los años 1970, el número disminuye nuevamente. El primer destino de estos grupos fueron las grandes ciudades del país además de los lugares ya habitados preexistentemente por sus compatriotas, que se habían dedicado principalmente a actividades relacionas con el comercio.
Aunque la mayor parte de los sirios emigrados profesaban el cristianismo y eran árabes étnicos arameos, también arribaron musulmanes tanto árabes como kurdos o turcos; judíos mizrajíes y sefarditas; y cristianos griegos, siríacos, asirios, armenios y circasianos. Entre ellos destaca el intelectual Farid Nazha, uno de los padres del nacionalismo asirio moderno.
El impacto de la inmigración siria puede verse en que un caudal considerable de ciudades argentinas cuenta con una calle llamada «República Árabe Siria», entre ellas Buenos Aires, Salta y La Quiaca, donde los migrantes sirios jugaron un rol fundamental para el desarrollo de la ciudad. Además, prácticamente la totalidad de las urbes medias de las provincias de Salta, Tucumán, Santiago del Estero y Jujuy alberga un club de índole social, deportiva y/o gastronómica fundado por inmigrantes sirios con anterioridad a 1930. Pese a la tendencia de traslado a las grandes ciudades desde las pequeñas de los inmigrantes sirios y sus descendientes desde mediados del siglo XX, estos clubes continúan existiendo, aunque han perdido parcial o totalmente el carácter identidatario de sus fundadores. La localidad de Pichanal, cuya población supo ser mayoritariamente de origen sirio-libanés, tiene como santo patrono a San Jorge, cuya veneración se encuentra muy extendida entre los cristianos de Cercano Oriente. La localidad de Colonia Otomana, ubicada en el este de la provincia de Salta, fue fundada por inmigrantes que procedían de Siria y Líbano. Más de la mitad de los habitantes de localidad de La Angelita, en la provincia de Buenos Aires, son musulmanes nusayri; en la zona son conocidos como los gauchos turcos y su presencia se remonta a la primera década del siglo XX.

## Refugiados sirios en Argentina

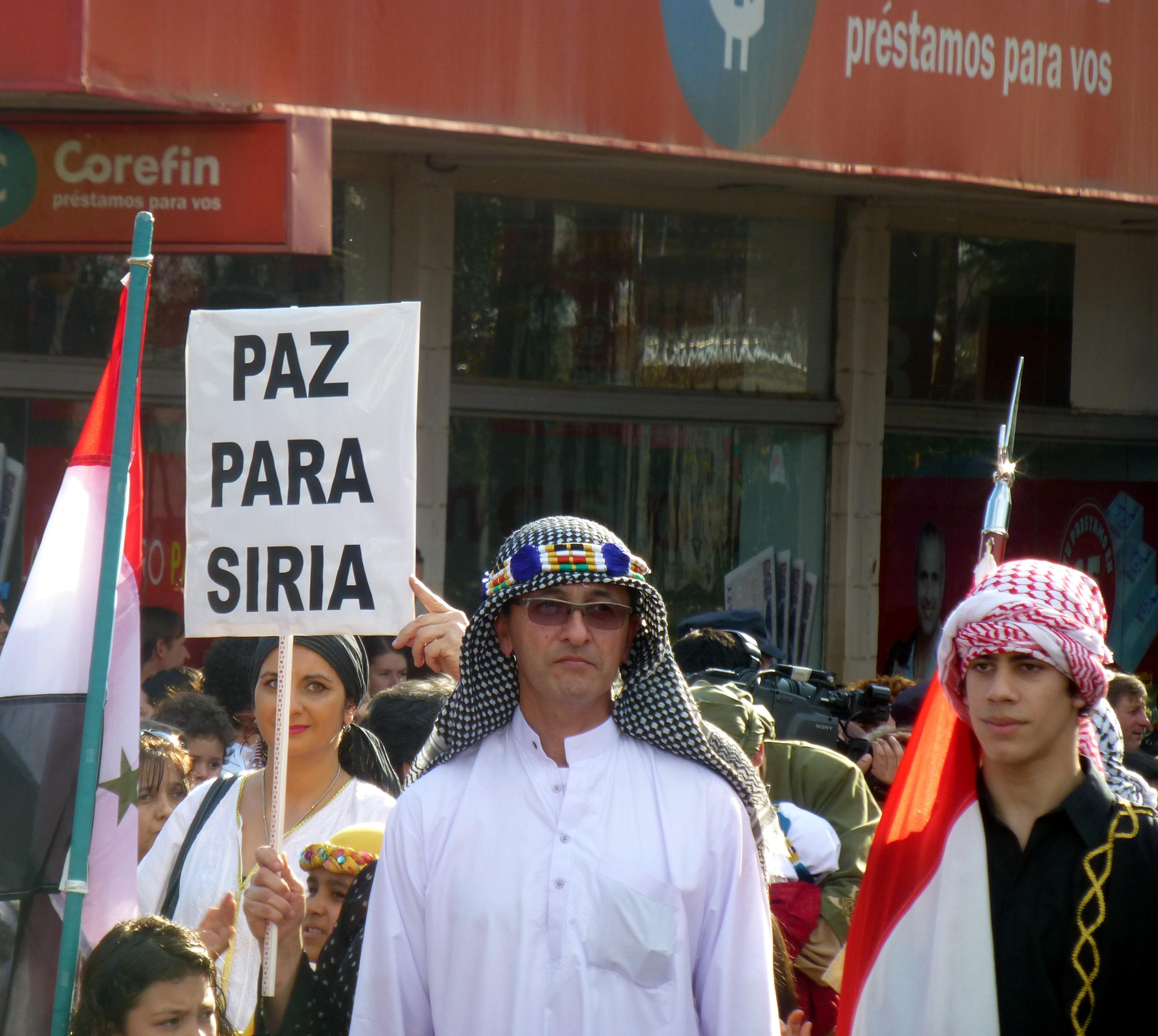
«Paz para Siria», mensaje de la colectividad árabe durante el desfile de inauguración de la XXXIV Fiesta Nacional del Inmigrante en Oberá, provincia de Misiones.

En los últimos años, a causa de la Guerra Civil Siria, el número de solicitudes de visas en la embajada argentina de Damasco aumentó un 40%. Simultáneamente, el Club Sirio-libanés de Buenos Aires comenzó a reunir fondos para ayudar a los sirios que desearan cruzar el Atlántico para arribar al país.
En 2013, Argentina recibió alrededor de 300 familias sirias. En octubre de 2014, el gobierno argentino lanzó el «Programa Siria», que benefició a poco más de 100 personas, para facilitar la llegada de ciudadanos afectados por la guerra que desearan asentarse en el país, siendo el segundo país de América del Sur en adoptar medidas de esta índole después de Uruguay. Dicho programa ofrecía a sus beneficiarios una visa de ingreso que permitía una residencia temporaria y la posibilidad de tramitar la residencia permanente. El programa fue creado por la disposición 3915/2015 del Boletín Oficial de la República Argentina y originalmente se extendió hasta el 21 de octubre de 2015. La iniciativa no solamente estaba destinada a personas de nacionalidad siria, sino también a palestinos refugiados en el país.
En septiembre de 2015, el gobierno argentino lanzó el «Programa Especial de Visado Humanitario para Extranjeros Afectados por el Conflicto de la República Árabe Siria», sucesor del «Programa Siria», que permitía a los beneficiarios vivir por un plazo de tres años en territorio argentino y solicitar la nacionalización. Para poder acceder al programa, un ciudadano argentino debía solicitar el visado para sus familiares, pero admitiéndose solamente hasta el cuarto grado de parentesco. Luego, los familiares, además de la visa, deben tener sus pasaportes y los pasajes hacia la Argentina, antes de ser entrevistados por el Cónsul argentino en Damasco, quien verifica los motivos y las identidades de las personas, aprobando o rechazando el viaje.
Como resultado del programa, la Sociedad Sirio-libanesa de Santiago del Estero abrió un registro para recibir una gran cantidad de afectados por el conflicto y también ofreció alojamiento, ropa y alimentos para los llegados. El 4 de septiembre de 2015 una familia de un matrimonio y tres hijos que pidió asilo en la provincia de Jujuy, se convirtió en la primera en solicitar un visado en el marco del programa.
En la provincia del Chubut se creó una institución para recibir familias sirias con niños en edad escolar en distintas ciudades de la Patagonia argentina. Las primeras familias arribaron a la provincia en diciembre de 2015. En la provincia de Córdoba, la municipalidad de la localidad de Pilar ofreció terrenos y trabajo para unas 50 familias de refugiados que quisieran instalarse allí.
Los refugiados llegaron a Argentina desconociendo el idioma castellano y encontrándose con una sociedad distinta. Semanalmente, todos los días sábados, grupos de familias de refugiados residentes en Buenos Aires se reúnen a tomar mate (de hecho Siria es el mayor importador de la yerba mate argentina), fuman tabaco en narguili y comparten comidas tradicionales.
En 2014 ingresaron un total de 53 sirios y en 2015, unos 389, totalizando entre los beneficiarios de la visa humanitaria y quienes ingresaron con una visa turística y luego cambiaron su estatus migratorio. En 2016, sirios en Argentina denunciaron trabas de la Cancillería Argentina para el ingreso de más refugiados, imponiendo condiciones innecesarias o rechazando solicitudes arbitrariamente.
Mauricio Macri anunció su intención de recibir a 3.000 refugiados en Argentina. Para ello se llevaría a cabo negociaciones con la Unión Europea.
En febrero de 2017, la provincia de San Luis se declara "estado llamante", es decir, dicha provincia acogerá refugiados sirios a través del Comité de Refugiados. Se planea recibir a cinco familias cada dos meses.

## Distribución territorial

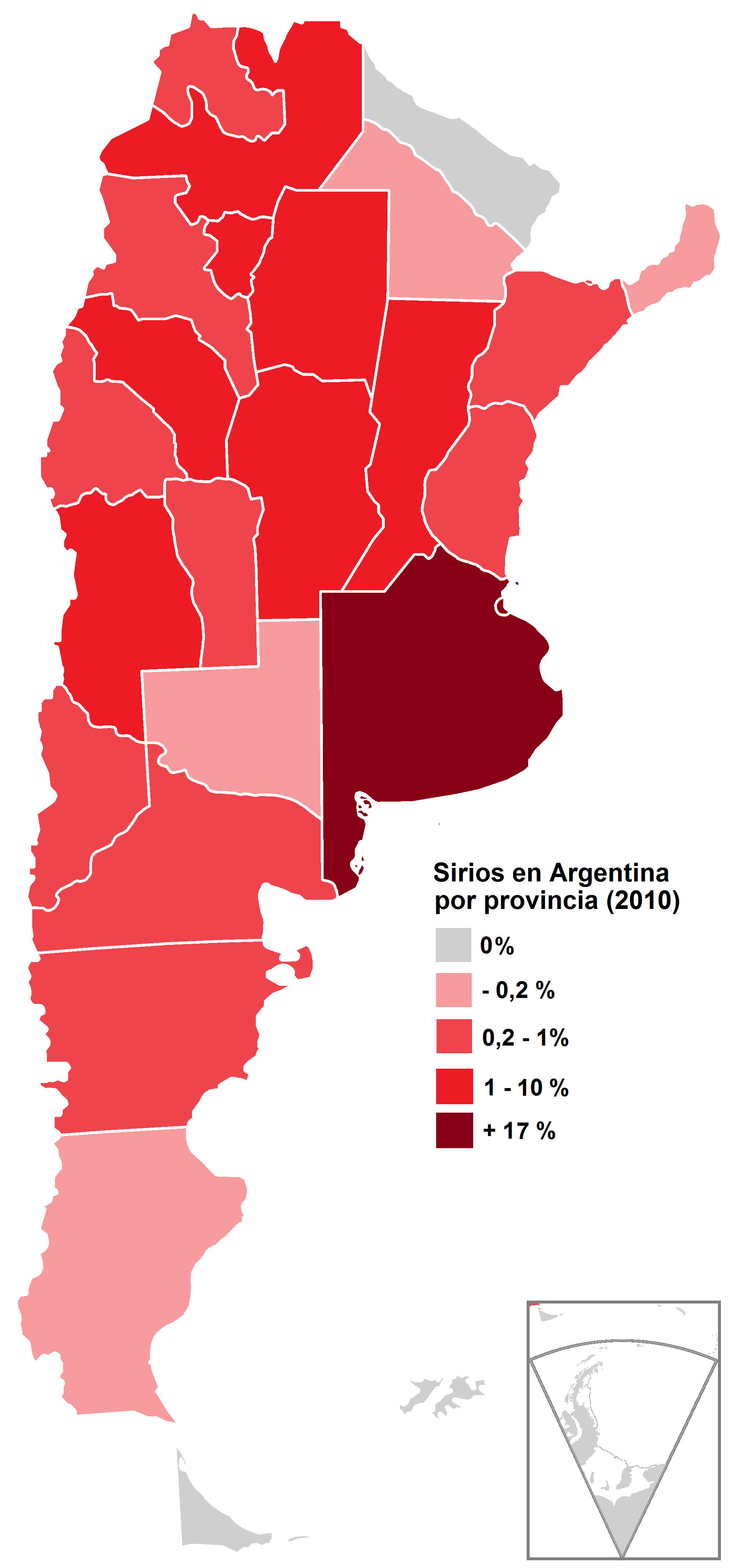
Porcentaje de sirios en Argentina por provincia según el censo 2010.

El censo argentino de 2010 registró 1.337 personas nacidas en Siria. La siguiente tabla muestra la distribución en las 23 provincias y la Ciudad Autónoma de Buenos Aires:
| Rango | Provincia              | Nacidos en Siria | Porcentaje |
| ----- | ---------------------- | ---------------- | ---------- |
| 1     | Ciudad de Buenos Aires | 441              | 33,00 %    |
| 2     | Buenos Aires Provincia | 232              | 17,35 %    |
| 3     | Córdoba                | 129              | 9,64 %     |
| 4     | Salta                  | 113              | 8,45 %     |
| 5     | Santa Fe               | 113              | 8,45 %     |
| 6     | Tucumán                | 110              | 8,22 %     |
| 7     | Santiago del Estero    | 75               | 5,60 %     |
| 8     | Mendoza                | 35               | 2,62 %     |
| 9     | La Rioja               | 23               | 1,72 %     |
| 10    | Catamarca              | 12               | 0,90 %     |
| 11    | Jujuy                  | 11               | 0,82 %     |
| 12    | Entre Ríos             | 8                | 0,60 %     |
| 13    | Río Negro              | 6                | 0,45 %     |
| 14    | San Juan               | 6                | 0,45 %     |
| 15    | Corrientes             | 5                | 0,37 %     |
| 16    | San Luis               | 5                | 0,37 %     |
| 17    | Neuquén                | 4                | 0,30 %     |
| 18    | Chubut                 | 3                | 0,22 %     |
| 19    | La Pampa               | 2                | 0,15 %     |
| 20    | Misiones               | 2                | 0,15 %     |
| 21    | Chaco                  | 1                | 0,07 %     |
| 22    | Santa Cruz             | 1                | 0,07 %     |
| 23    | Formosa                | 0                | 0,00 %     |
| 24    | Tierra del Fuego       | 0                | 0,00 %     |
| TOTAL | Argentina              | 1.337            | 100 %      |

## Sexo y grupos de edad
Según el censo argentino de 2010, del total de 1.337 personas nacidas en Siria, 701 son hombres y 636 mujeres. Del total de hombres, cuatro tienen entre 0 y 14 años, 389 entre 15 y 64, y 308 son mayores de 65 años de edad. Del total de mujeres, ocho tienen entre 0 y 14 años, 274 entre 15 y 64, y 354 son mayores de 65 años de edad.